# ハトシェプスト (小惑星)
ハトシェプスト (2436 Hatshepsut) は小惑星帯の小惑星。パロマー天文台のトム・ゲーレルスとライデン天文台のファン・ハウテン夫妻が発見した。
紀元前15世紀の、古代エジプトの女王（ファラオ）ハトシェプストに因んで名付けられた。